# 30 novembre 1979
Le vendredi 30 novembre 1979 est le 334e jour de l'année 1979.

## Naissances
- Aaron Kampman, joueur de football américain
- Alena Yiv, actrice israélienne
- Anthony Marciano, réalisateur et scénariste français
- Antonio Garay, joueur américain de football américain
- Cheikh Gadiaga, joueur de football sénégalais
- Chris Atkinson, pilote de rallye australien
- Dale Stewart, chanteur sud-africain
- Daniel Almgren, athlète suédois
- Diego Klattenhoff, acteur canadien
- Janício Martins, joueur de football cap-verdien
- Jeff Greer, joueur de basket-ball dominicain
- Nikolina Angelkova, femme politique bulgare
- Philippe da Silva, joueur de basket-ball portugais
- Rúaidhrí Conroy, acteur
- Sébastien Knafo, acteur français
- Saifeldin Masawi, joueur de football soudanais
- Severn Cullis-Suzuki, militante écologiste, conférencière et présentatrice de télévision canadienne
- Stephen Campbell Moore, acteur britannique
- Yan England, acteur, animateur et réalisateur
- Yao Aziawonou, footballeur togolais

## Décès
- Allen Vincent (né le 28 août 1903), scénariste américain
- Dick Huemer (né le 2 janvier 1898), réalisateur et scénariste américain
- Emile Severeyns (né le 28 août 1931), coureur cycliste belge
- Frank Christol (né le 21 juillet 1884), pasteur et aumônier militaire protestant
- Gabrielle Dorziat (née le 15 janvier 1880), actrice française
- Gabrielle Dorziat (née le 15 janvier 1880), actrice française
- James Aubrey Simmons (né le 8 juillet 1897), homme politique canadien
- Joyce Grenfell (née le 10 février 1910), actrice britannique
- Marcel Rouzé (né le 12 mai 1901), acteur français
- Pedro Lazaga (né le 3 octobre 1918), réalisateur espagnol
- Zeppo Marx (né le 25 février 1901), acteur américain

## Événements
- Début de Championnat d'Asie de basket-ball 1979
- Création de secrétaire à l'Éducation des États-Unis
- L'album The Wall de Pink Floyd sort au Royaume-Uni. Il deviendra le double album le plus vendu de tous les temps.